# 日丘円
日丘 円（ひおか えん）は、日本の漫画家。男性。「太陽の在処」で、第3回スクウェア・エニックスマンガ大賞入選を受賞。

## 作品リスト

### 連載
- 仕立屋工房 Artelier Collection（『ガンガンパワード』2004年秋季号 - 『月刊少年ガンガン』2011年6月号） - 『ガンガンパワード』統合に伴い同社の『月刊少年ガンガン』に移動[2]。隔月連載→月刊連載[要出典]。
- 黒の探偵（『月刊少年ガンガン』2013年3月号[3] - 2015年8月号[4]）
- 僕の名前は「少年A」（原作：君塚力、『ガンガンONLINE』2017年10月23日[5] - 2018年12月3日[要出典]）
- いじめるアイツが悪いのか、いじめられた僕が悪いのか?（原作：君塚力、『ガンガンONLINE』2020年6月5日[6] - 2022年6月17日[要出典]）
- 見て見ぬふりは、罪ですか？（原作：君塚力、『ガンガンONLINE』アプリ版 2022年11月18日[7] - 2024年2月16日[要出典]）
- 先生、僕たちは殺していません。（原作：君塚力、『ガンガンONLINE』アプリ版 2024年6月12日[8] - 連載中）
- 帰りの会をはじめます。〜いじめ裁判開廷〜（原作：君塚力、『ガンガンONLINE』アプリ版 2024年10月10日[9] - 連載中）

### 読み切り
- -略式天空間-DEN（『ガンガンパワード』2004年冬季号）
- 仕立屋工房（『ガンガンパワード』2004年春季号）
- ジンクス・ゲーム（『ガンガンパワード』2004年夏季号）
- 黒の探偵（『月刊少年ガンガン』2012年6月号[10]）
- 白の探偵（『月刊少年ガンガン』2012年7月号[11]）

### 書籍
- 『仕立屋工房 Artelier Collection』、スクウェア・エニックス〈ガンガンコミックス〉2005年 - 2011年、全13巻
- 『黒の探偵』、スクウェア・エニックス〈ガンガンコミックス〉2013年 - 2015年、全7巻
- 『僕の名前は「少年A」』、原作：君塚力、スクウェア・エニックス〈ガンガンコミックスONLINE〉2018年 - 2019年、全4巻
  1. 2018年3月22日発売[12]、ISBN 978-4-7575-5660-7
  2. 2018年6月22日発売[13]、ISBN 978-4-7575-5723-9
  3. 2018年11月22日発売[14]、ISBN 978-4-7575-5914-1
  4. 2019年3月22日発売[15]、ISBN 978-4-7575-6057-4
- 『いじめるアイツが悪いのか、いじめられた僕が悪いのか?』、原作：君塚力、スクウェア・エニックス〈ガンガンコミックスONLINE〉2020年 - 2022年、全6巻
- 『見て見ぬふりは、罪ですか？』、原作：君塚力、スクウェア・エニックス〈ガンガンコミックスONLINE〉2023年 - 2024年、全4巻
  1. 2023年5月11日発売[16][17]、ISBN 978-4-7575-8576-8
  2. 2023年10月12日発売[18]、ISBN 978-4-7575-8857-8
  3. 2024年2月9日発売[19]、ISBN 978-4-7575-9051-9
  4. 2024年2月9日発売[20]、ISBN 978-4-7575-9052-6
- 『先生、僕たちは殺していません。』、原作：君塚力、スクウェア・エニックス〈ガンガンコミックスONLINE〉2024年 - 、既刊2巻（2025年4月12日現在）
  1. 2024年10月10日発売[21][22]、ISBN 978-4-7575-9477-7
  2. 2025年4月12日発売[23]、ISBN 978-4-7575-9797-6
- 『帰りの会をはじめます。〜いじめ裁判開廷〜』、原作：君塚力、スクウェア・エニックス〈ガンガンコミックスONLINE〉2025年 - 、既刊1巻（2025年4月12日現在）
  1. 2025年4月12日発売[24][25]、ISBN 978-4-7575-9799-0